# Joe Mercer
Joseph Mercer, detto Joe (Ellesmere Port, 9 agosto 1914 – Hoylake, 9 agosto 1990), è stato un calciatore e allenatore di calcio inglese, di ruolo centrocampista.

## Palmarès

### Giocatore

#### Competizioni nazionali
- Campionato inglese: 3

Everton: 1938-1939
Arsenal: 1947-1948, 1952-1953
- Coppa d'Inghilterra: 2

Everton: 1932-1933
Arsenal: 1949-1950
- Charity Shield: 3

Everton: 1932
Arsenal: 1948, 1953

### Allenatore

#### Club

##### Competizioni nazionali
- Second Division: 2

Aston Villa: 1959-1960
Manchester City: 1965-1966
- Coppa di Lega inglese: 2

Aston Villa: 1960-1961
Manchester City: 1969-1970
- Campionato inglese: 1

Manchester City: 1967-1968
- Coppa d'Inghilterra: 1

Manchester City: 1968-1969
- Charity Shield: 1

Manchester City: 1968

##### Competizioni internazionali
- Coppa delle Coppe: 1

Manchester City: 1969-1970

##### Nazionale
- Torneo Interbritannico: 1

Inghilterra: 1973-1974

### Individuale
- Giocatore dell'anno della FWA: 1

1950